# Lerkendal Stadion
El Lerkendal Stadion es un estadio de fútbol situado en el distrito de Lerkendal en Trondheim, Noruega. El estadio es propiedad del Rosenborg BK de la Tippeligaen (la primera división noruega), y tiene una capacidad total para 21421 espectadores, convirtiéndose en el segundo mayor estadio de fútbol del país, solo superado por el Ullevaal Stadion de la capital Oslo.
El Lerkendal fue inaugurado como un estadio multiusos, el 10 de agosto de 1947 y era el principal estadio tanto de fútbol como de atletismo en Trondheim.
Originalmente el lugar fue utilizado principalmente por los equipos de fútbol del SK Freidig y FK Kvik, pues el Rosenborg no se convirtió en inquilino habitual hasta 1957. 
En 1962 se terminó una nueva tribuna tejada y los reflectores se instalaron en 1968. Las más antiguas de las gradas actuales fueron construidas en 1996, junto con la nueva iluminación. Otras tres tribunas fueron construidas entre 2000 y 2002, cuando se eliminaron las instalaciones de atletismo y se procedió a la venta del estadio desde el Ayuntamiento de Trondheim al Rosenborg BK. Desde entonces se ha barajado la posibilidad de efectuar nuevas expansiones para aumentar la capacidad mediante la cumplimentación de las esquinas y, posiblemente, mediante la construcción de un techo retráctil.
El récord de asistencia de 28569 espectadores data del decisivo partido de liga del Rosenborg contra el Lillestrøm en 1985. Entre 1951 y 1990 se celebraron diez partidos internacionales en Lerkendal, que también ha acogido una final de la Copa de Noruega y otra de la Copa femenina en 1986.
El 9 de agosto de 2016, acoge la final de la Supercopa de Europa entre el campeón de la Liga de Campeones de la UEFA 2015-16 (Real Madrid) y el campeón de Liga Europa de la UEFA 2015-16 (Sevilla FC).

## Historia

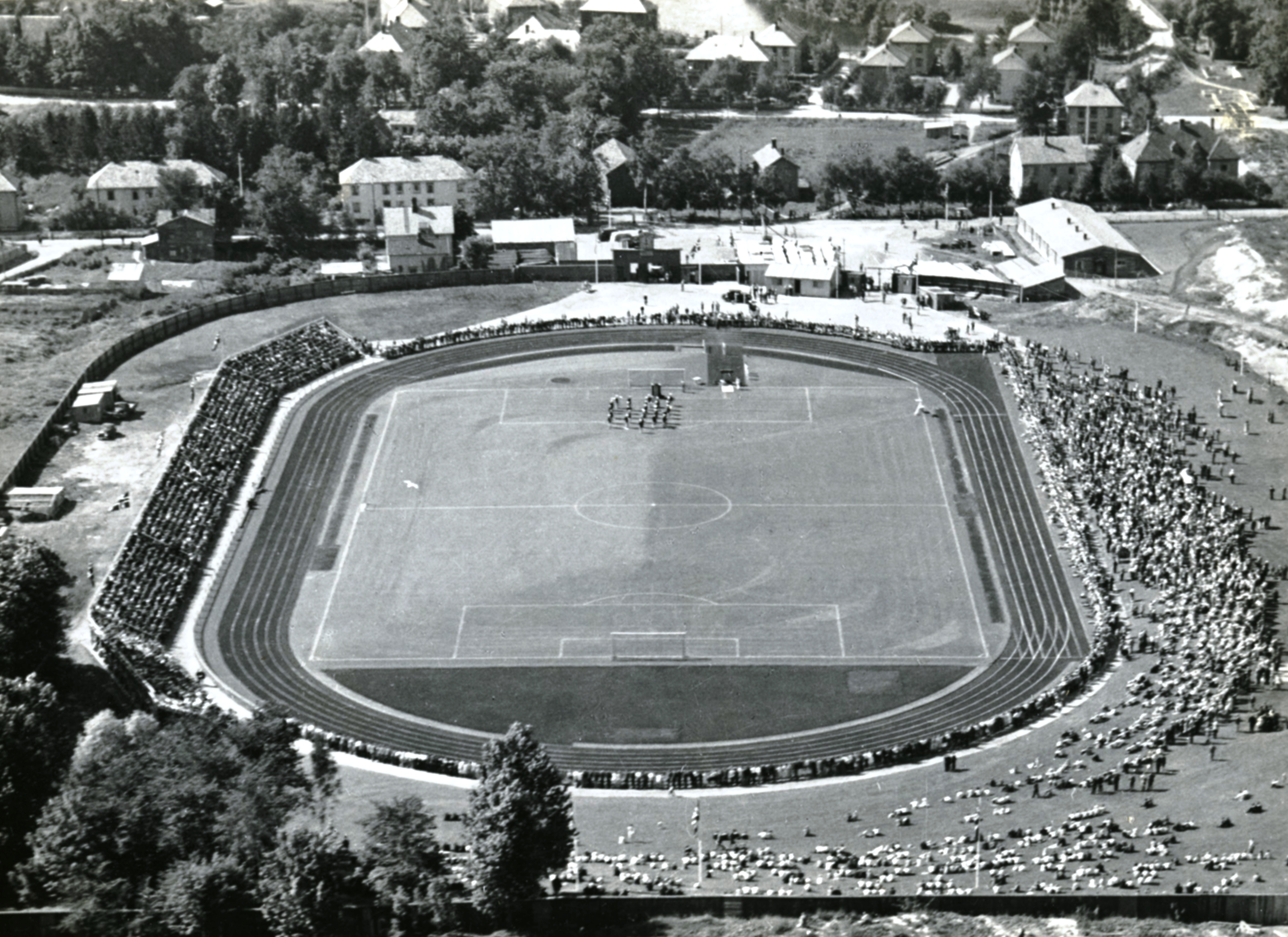
Inauguración del estadio el 10 de agosto de 1947.

La construcción del Lerkendal Stadion comenzó como una obra pública durante la década de 1930, como medida para crear empleo en la ciudad de Trondheim. Se inauguró el 10 de agosto de 1947, y consistió en un campo principal de fútbol de hierba, dos campos de grava, dos canchas de balonmano y dos pistas de tenis. El campo principal tenía una capacidad para 37000 espectadores en tribunas temporales, por lo que era el segundo mayor estadio de Noruega. Los laterales eran tribunas de madera temporales, con asientos en el estrado sur y gradas de pie en la tribuna norte. Los fondos consistían en terraplenes de césped en un ángulo de 30%, lo que permitía el espacio para espectadores de pie sin tener que construir gradas. Los vestuarios estaban situados cerca de unos cuarteles alemanes de la Segunda Guerra Mundial.
La primera reconstrucción importante del recinto se llevó a cabo antes de la temporada 1962, cuando las gradas de madera fueron derribadas y reemplazadas con gradas de hormigón a ambos lados del terreno de juego. En la zona sur se construyó un techo en forma de ola, originalmente diseñada de forma independiente, el contratista, Reinertsen, no confió en sus propios cálculos e hizo una decisión de último minuto para instalar columnas de apoyo para compensar el peso del techo. Las nuevas tribunas se estrenaron el 3 de mayo de 1962. La iluminación artificial mediante reflectores fue instalada en 1968 para permitir partidos de la UEFA, que se celebrarían en el estadio. Posteriormente se construyó una pista de atletismo permanente en Lerkendal. El 1 de diciembre de 1988 la estación de Lerkendal abrió sus puertas al público, lo que permitió mejores condiciones de transporte para los aficionados. En 1994 se instaló el primer césped artificial del modelo Desso GrassMaster en el terreno de juego del Lerkendal Stadion.
En el momento en que el Rosenborg se clasificó para la Liga de Campeones de la UEFA 1995-96, la UEFA ordenó reducir, por razones de seguridad, la capacidad del Lerkendal a 12,200 espectadores. Además, la prohibición total de las localidades de pie se introdujeron a partir de 1997. En 1995, surgió un debate entre el Rosenborg y el Ayuntamiento de Trondheim con respecto a la construcción de una nueva tribuna, que se ubicaría en el lado norte del estadio. El presidente del Rosenborg, Nils Skutle, afirmó que si no se construyera antes de la temporada 1997-98, el Rosenborg sólo estaría autorizado a vender 2800 entradas para sus partidos como local de la Liga de Campeones y se verían obligados a jugar sus partidos en el Ullevaal Stadion de Oslo. La nueva tribuna costó 32 millones de dólares y abrió sus puertas en la temporada 1996. Las mejoras también incluyeron un nuevo sistema reflector y un sistema de anuncio al público.
Sin embargo, el Rosenborg comenzó a trazar planes para una mejora más exhaustiva del estadio, y en un primer momento fijó su objetivo en la construcción de una nueva tribuna en el extremo este. En mayo de 1998 Lerkendal Eiendom AS, propiedad en un 44% del Rosenborg, se estableció para construir tres nuevas tribunas, incluyendo la eliminación de la pista de atletismo para que se convirtiese en un estadio totalmente dedicado al fútbol. Una alternativa era construir un nuevo estadio en Ranheim. Tras el anuncio de los planes de Ranheim, la alcaldesa Anne Kathrine Slungård declaró que no quería vender el Lerkendal, sino alcanzar la propiedad pública de esta infraestructura cultural. En abril de 1999, el jefe de la administración del Ayuntamiento de Trondheim, Knut Sæther, recomendó que el municipio vendiese Lerkendal al Rosenborg para que luego el club, junto con inversores privados, tuviese la libertad de construir las instalaciones necesarias. En ese momento, el municipio estimó el valor del Lerkendal entre 50 y 100 millones de coronas noruegas. El distrito de fútbol declaró que estaban a favor de la conversión del Lerkendal y temían que si el Rosenborg abandonase Lerkendal significaría altos costos para el municipio; uno de los ejemplos fue Granåsen, un pequeño centro de esquí escasamente aprovechado que utiliza la mitad de la financiación municipal para instalaciones deportivas.

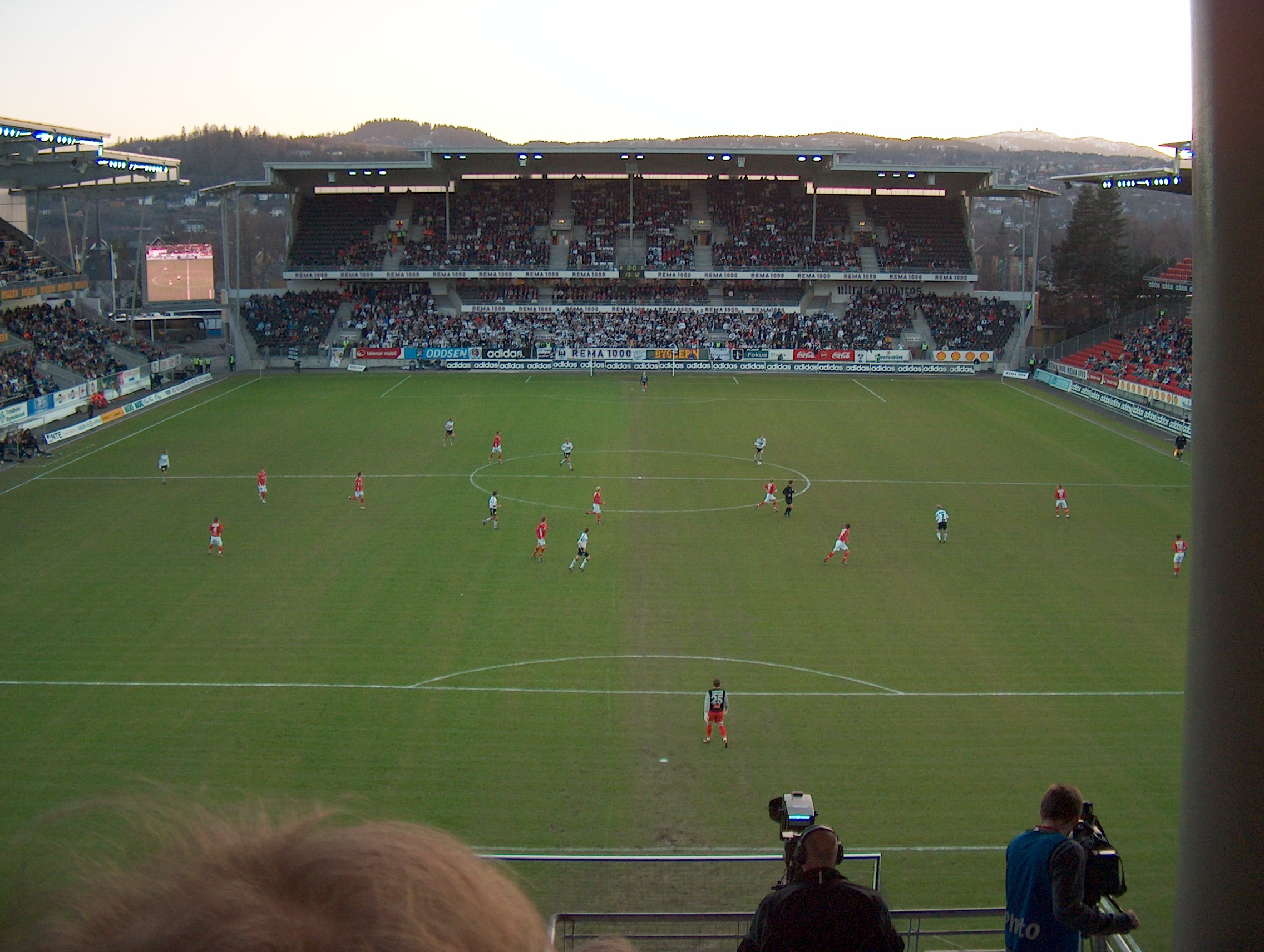
Lerkendal Stadion en un partido de Rosenborg contra el Molde en 2003

El 9 de agosto de 2016 se disputó la Supercopa de Europa (UEFA) entre los conjuntos españoles Sevilla Fútbol Club ( campeones de la Europa League 2015-16) y Real Madrid Club de Fútbol ( campeones de la Champions League 2015-16). Con victoria para el conjunto madrileño por 3-2 en la prórroga, tras haber emulado 2-2 en los noventa minutos de tiempo reglamentario.

## Histórico resultado de Rosenborg VS Molde en 2003
En el 14 de junio de 2003 el Rosenborg BK goleó 5 a 0 al Molde FK en el Lerkendal Stadion en el que marcó H. Brattbakk un doblete, también F. Johnsen marcaría un doblete y el jugador O. Storflor marcaria el quinto gol que llenaría des hinchas de Rosenborg BK  y llenaría de locura el Lerkendal Stadion. 
Este partido es recordado por todos los que estuvieron en el partido, ese fue un resultado histórico ya que después de ese partido el Rosenborg BK  comenzaría sus victorias consecutivas para después ser campeón en la liga de Noruega.